# Reazione di ciclizzazione di Nazarov
La reazione di ciclizzazione di Nazarov, anche nota semplicemente come reazione di Nazarov o ciclizzazione di Nazarov, è una reazione di chimica organica utile alla sintesi dei ciclopentenoni. Prende il nome dal suo scopritore, Ivan Nazarov (1906-1957), lo scienziato russo che l'ha descritta per primo a partire dal 1949.

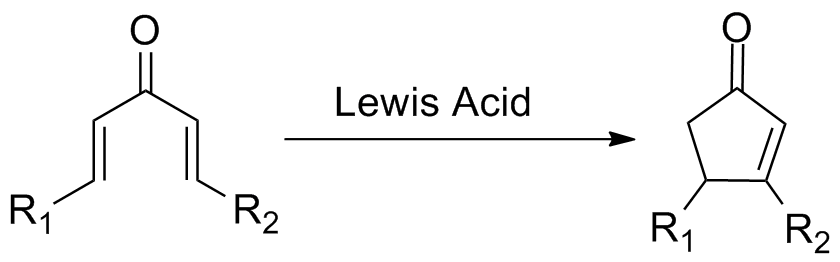
La reazione di ciclizzazione di Nazarov

Nella forma tradizionale, utilizza un acido di Lewis per promuovere la ciclizzazione. Varianti moderne fanno uso di organosilicati che mostrano maggiore regioselettività nella formazione dell'alchene nel prodotto.

## Meccanismo di reazione
La reazione tradizionale inizia con l'attivazione del chetone con l'acido di Lewis. Il catione così formato può essere considerato equivalente ad un catione sull'atomo di carbonio del chetone. Segue una reazione periciclica elettrociclica con 4 elettroni. Secondo le regole di Woodward-Hoffmann, la molecola deve quindi ruotare con un movimento conrotatorio. Questa proprietà può essere dedotta dalla stereoselettività del prodotto. L'eliminazione di un atomo di idrogeno forma il doppio legame finale.

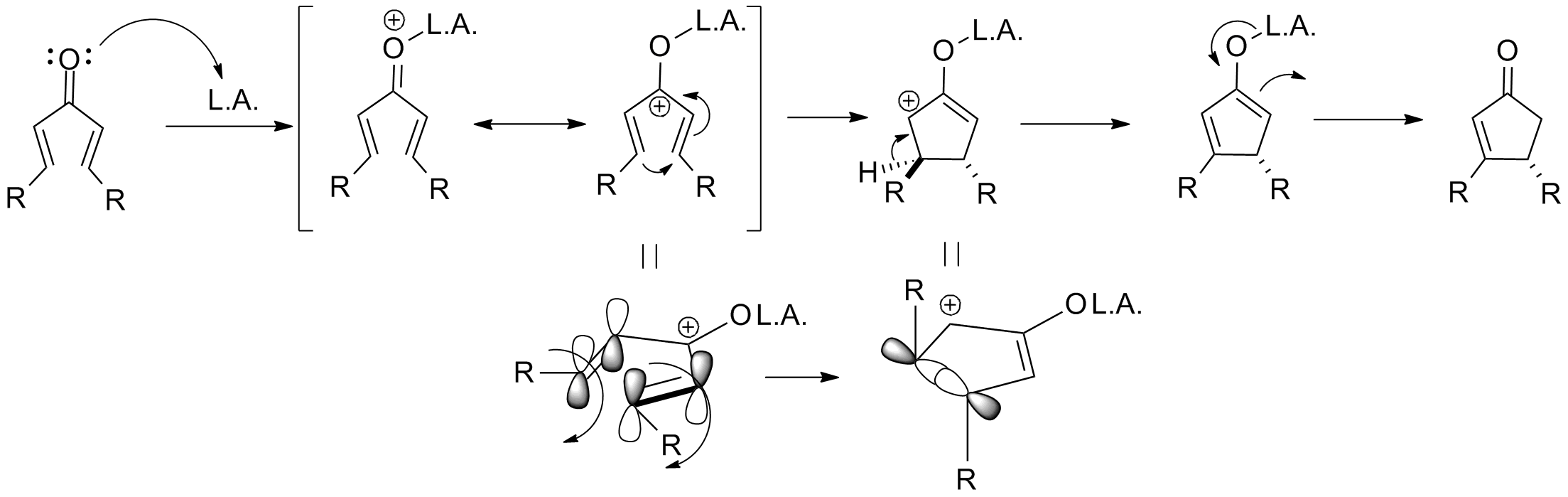
Meccanismo di reazione per la ciclizzazione di Nazarov

Varianti moderne tendono a migliorare i difetti di questo meccanismo: l'acido di Lewis è spesso necessario in quantità stochiometrica, la regioselettività del doppio legame non è precisa portando alla formazione di prodotti multipli, ed infine diversi centri stereogenici vengono distrutti nella reazione.